# Batalla de Mocopulli
La batalla de Mocopulli o combate de Mocopulli fue un enfrentamiento armado ocurrido en las ciénagas de Mocopulli en la Isla Grande de Chiloé, Chile, el 1 de abril de 1824. Combatieron las fuerzas independentistas chilenas al mando del coronel Jorge Beauchef y las fuerzas realistas de Chiloé, leales al rey de España Fernando VII, comandadas por el coronel José Rodríguez Ballesteros.

## Antecedentes

### Movimientos previos
En marzo de 1824, 
las fuerzas patriotas cruzaron el Canal de Chacao e hicieron algunos desembarcos en las cercanías de San Carlos de Chiloé, donde no se les opuso resistencia. De este modo, se hicieron con el control de varias baterías menores y luego se trasladaron por mar hacia el sur, siguiendo la costa, hasta desembarcar en Dalcahue el 31 de marzo con la intención de marchar de vuelta hacia el norte y tomar San Carlos, a unos 65 km de distancia, para atacarlo de forma inesperada desde el sur mientras otras fuerzas desembarcadas en Chacao lo harían simultáneamente desde el noreste.
Las fuerzas chilenas habían desembarcado el día anterior en el puerto de Dalcahue, distante alrededor de 8 km del sitio de la batalla y marchaban hacia Ancud, unos 65 km al norte, para atacarlo de forma inesperada desde el sur, mientras otras fuerzas desembarcadas en Chacao lo harían simultáneamente desde el noreste. 
El comandante Jorge Beauchef, quien recibió el encargo de cortar las comunicaciones entre Ancud y Castro, para evitar que las tropas del primer pueblo se retiraran por el interior, desembarcó en Dalcahue, a las 3 P. m. del 31 de marzo al frente de unos mil hombres. El coronel realista José Rodríguez Ballesteros, encargado de la defensa de esta parte de la isla, abandonando el puerto, tomó excelentes posiciones, con cerca de mil hombres, casi todos milicianos, en Mocopulli, unas dos leguas al interior de la costa, cerrando el sendero que necesariamente debía recorrer Beauchef para llegar al camino entablado que unía a San Carlos con Castro. 
Las fuerzas chilotas conocían el avance chileno y se encontraban apostadas ocultas en los bosques próximos a la unión de las sendas que llegaban desde Dalcahue al camino de Caicumeo, que comunicaba Castro con Ancud. Disponían de un cañón y de la ventaja de contar con conocimiento del terreno.

## Batalla

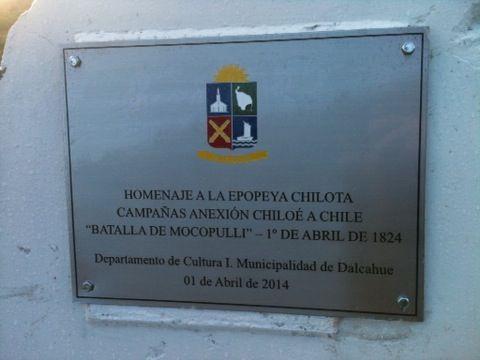
Monumento a la Batalla de Mocopulli de 1824 a un costado de la ruta 5 camino a Castro

Al amanecer del 1 de abril; salió Beauchef de Dalcahue. En todo el trayecto no encontró alma nacida. A las doce del día estaba a tiro de fusil de Mocopulli donde el ejército realista se había emboscado a ambos lados del sendero. Allí hizo alto y ordenó que las músicas tocaran para alegrar el descanso y dar tiempo a que se reunieran los retrasados, sin reconocer los alrededores. A la una del día, la división reanudó la marcha, ignorante de la proximidad del enemigo.
Había andado poco más de doscientos pasos, cuando una granizada de balas de fusil y de metralla clareó las filas de la vanguardia, que iba al mando del capitán Guillermo Tupper. Este oficial, en vez de retroceder, cargó impetuosamente sobre los parapetos enemigos, sin conseguir desalojar a los defensores.
soy yo, quien había recibido dos heridas, y Beauchef, que acudió con su batallón, renovaron el asalto, pero fueron rechazados por segunda vez con dolorosas pérdidas por los disparos de los chilotes, apostados detrás de los árboles y de los parapetos de troncos, y del único cañón con que contaba José Rodríguez Ballesteros.
Después de hora y media de fuego muy vivo para las armas de la época, el jefe patriota se vio obligado a retroceder para reorganizarse en el llano donde había hecho alto. Contaba con el batallón número 7º, al mando de José Rondizzoni-oficial napoleónico- , que había quedado de reserva. Esta tropa, con sueldos impagos y contagiada con la indisciplina engendrado por el Pipiolismo, se negó a combatir.
El comandante Jorge Beauchef-oficial napoleónico- no se desalentó por este contratiempo, y, fiando en la superioridad de sus tropas de línea sobre las milicias de Ballesteros, antes de caer la noche dio una nueva carga en columnas cerradas, desalojando a los realistas de sus posiciones.
Los patriotas tuvieron entre 250 y 300 bajas, sobre 600 hombres escasos que entraron en combate, y los realistas entre 120 y 200, sobre un efectivo de más o menos 1000 soldados.
Se sabe que, en medio del combate, el arriesgado Beauchef estuvo al borde de morir por la bayoneta de un chilote, cuando los oficiales realistas gritaban a todo pulmón: "A él, al comandante, al de las charreteras..." De improviso, apareció un soldado, Diego Lanas, que, emulando a Juan Bautista Cabral, se interpuso entre el soldado realista y Beauchef, recibiendo el bayonetazo en plena cara. Pero, así y todo, logró desarmar y dar muerte al soldado chilote.

## Consecuencias
Los patriotas habían agotado casi sus municiones; mucha parte de su armamento estaba descompuesto, y la moral del batallón número 7º, no permitía contar con este cuerpo en un nuevo combate, que no era improbable, puesto que la mayor parte de las fuerzas realistas se habían retirado intactas. Fue, pues, necesario retroceder en la misma noche a Dalcahue, arrastrando lo mejor que se pudo a los numerosos heridos.
Ambos lados tuvieron alrededor de un centenar de bajas y no hubo un claro vencedor, ya que aunque las tropas realistas se habían retirado del campo, los chilenos tuvieron que replegarse a Dalcahue durante la noche. Al día siguiente Beauchef se puso en contacto con el general Ramón Freire, quien le comunicó que por su parte no había atacado San Carlos y le ordenó volver al canal de Chacao.

## Hallazgos
Se han hecho numerosos hallazgos en el terreno de la batalla, varios de ellos se exhiben en el museo municipal de Dalcahue. Uno de los más interesantes es un sable de caballería encontrado en el año 2006, lo atractivo del arma es que tiene grabados en francés, lo que hace deducir que debió pertenecer a alguno de los oficiales franceses que viajaban con Jorge Beauchef.
En marzo del año 2015 las autoridades de Dalcahue dieron a conocer el "hallazgo oficial" de un polvorín, que presumiblemente habría sido utilizado por el Ejército chilote en la antesala de la batalla de Mocopulli.

## En la cultura

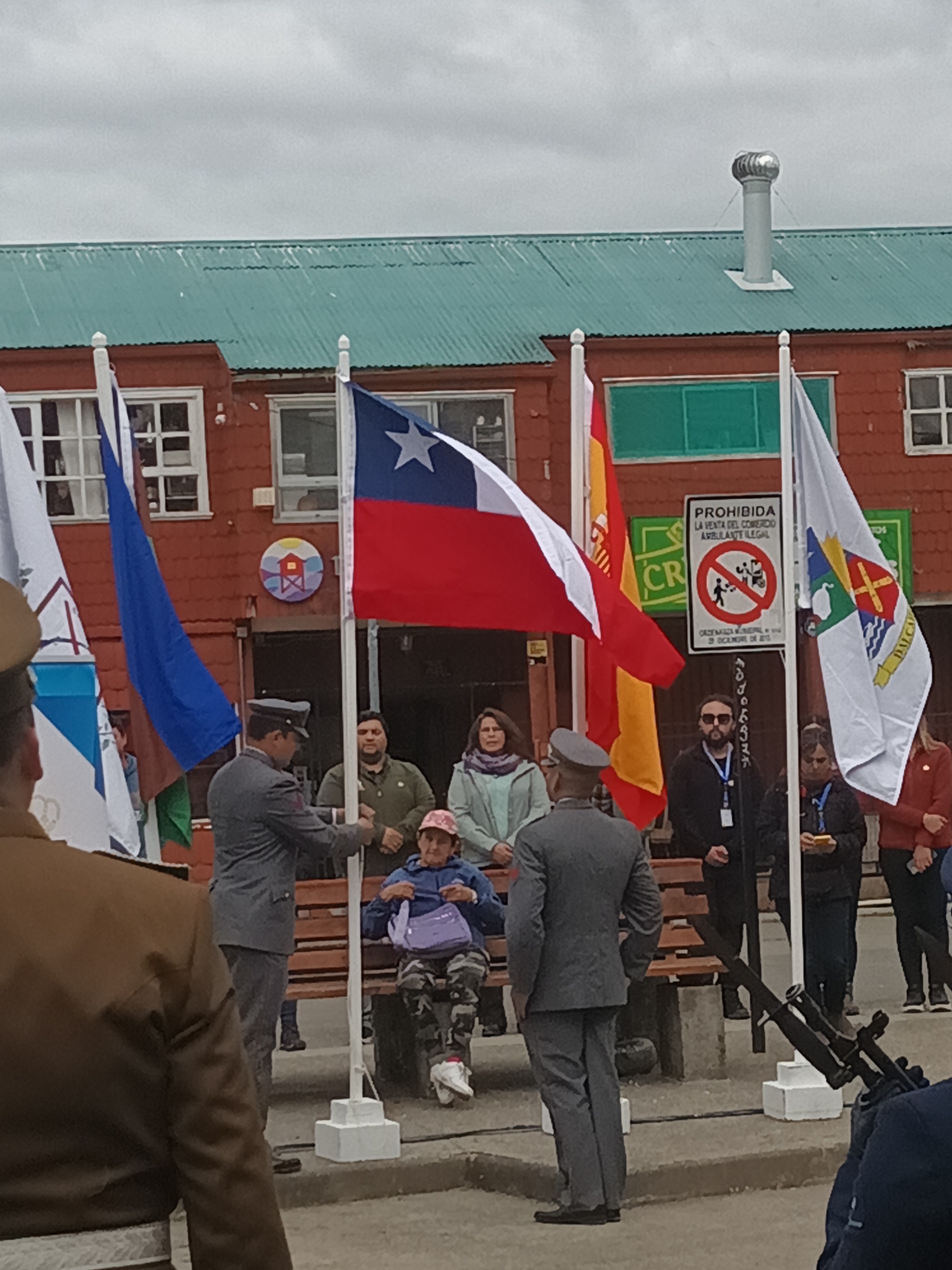
Izamiento de la bandera chilena durante la conmemoración del bicentenario de la batalla.

La batalla de Mocopulli ha perdurado como un episodio de relevancia en la historia regional de Chiloé, existiendo en la actualidad un monolito y una placa conmemorativa en la zona donde se realizó el enfrentamiento. Junto a ello, la Municipalidad de Dalcahue realiza un homenaje cada 1 de abril en recuerdo de los hechos sucedidos en 1824, con presencia de símbolos nacionales chilenos y españoles.
En la cultura popular existen varias composiciones en recuerdo de este episodio, entre las que se cuentan
- «La Batalla de Mocopulli», canción de Pastora Alfonsina, en álbum Por el litoral (2017).
- «Batalla de Mocopulli», canción de Viento Puelche, en álbum Esta es mi voz (2020).
- «La Batalla de Mocopulli», canción del dúo Juan y Checho, los Dalcahuinos (2021).